# Пасторано
Пасторано (итал. Pastorano) — коммуна в Италии, располагается в регионе Кампания, в провинции Казерта.
Население составляет 2453 человека, плотность населения составляет 189 чел./км². Занимает площадь 13 км². Почтовый индекс — 81050. Телефонный код — 0823.
Покровительницей коммуны почитается Пресвятая Богородица, празднование в понедельник после третьего воскресения октября.